# Dark (canal de televisão)
Dark é um canal de televisão por assinatura espanhol que transmite filmes de terror e suspense. O canal foi originalmente lançado no ar em 1º de novembro de 2006 e fechado em 1º de julho de 2009, sendo substituído pelo Buzz.
Em 31 de outubro de 2016, foi relançado em substituição ao canal anterior como uma nova marca da AMC Networks International Southern Europe.

## História
Em 1º de novembro de 2006, estrou o canal Dark como resultado de uma separação dos conteúdos do Canal 18. Transmitindo por quatro horas na faixa da madrugada, o Canal 18 manteve sua marca para exibir conteúdos adultos e Dark para filmes de terror e suspense durante 20 horas.
Em 1º de julho de 2009, a Teuve decidiu fundir os canais Buzz e Dark/Canal 18, mantendo as marcas Buzz e Canal 18 e extinguindo a marca Dark.
Após sete anos desde a sua cessação das transmissões, em 31 de outubro de 2016 o canal Dark voltou a substituir o Buzz como uma nova marca da AMC Networks International Southern Europe. O canal passou a transmitir em dois sinais. As operadoras cujo contrato com o Buzz ainda era válido distribuiam o sinal "Dark/Dorcel" cuja transmissão inclui a faixa pornográfica oferecida pela Dorcel TV e o resto do dia a transmissão da programação normal do Dark. Por outro lado, operadoras como Movistar+ e Orange TV, que incorporaram o sinal como novidade, transmitiam um sinal limpo cuja programação é transmitida 24 horas por dia, sem a faixa de filmes pornográficos.
A partir de 15 de abril de 2019, o sinal "Dark/Dorcel" recebeu o nome de Dark Red e também teve uma alteração no seu logotipo, passando de branco para vermelho.